# George Tupou II
George Tupou II, né le 18 juin 1874 à Neiafu et mort le 5 avril 1918 au Palais royal à Nuku'alofa, est le second roi des Tonga de la dynastie des Tupou du 18 février 1893 à sa mort.
Il monte sur le trône à l'âge de 18 ans, après la mort de son arrière-grand-père, le roi George Tupou Ier, le fondateur de la monarchie tongienne. Sous son règne, le territoire de Tonga est placé sous la juridiction du Haut commissariat britannique pour le Pacifique oriental. La France y ouvre une agence consulaire mais, malgré les demandes du roi, elle reconnaît la suprématie britannique dès 1899. En 1905, le royaume devient un protectorat britannique. Le règne de George Tupou II est également troublé par la corruption et l'inefficacité du gouvernement. À sa mort en 1918, il laisse le trône à sa fille aînée, Salote.

## Famille
George Tupou est le fils unique de la princesse Fusipala et de Siaosi Fatafehi Toutaitokotaha, tous deux petits-enfants du roi George Tupou Ier, au pouvoir depuis 1845. Né en 1874, Tupou est, par sa mère, le petit-fils de Tevita ʻUnga, fils aîné du roi et prince héritier du royaume depuis 1875, et de sa première épouse Fifita Vavaʻu (1835–1860). Du côté de son père, il est le petit-fils de la princesse Salote Pilolevu, seule fille du roi George Tupou Ier et sœur du prince Tevita. 
Son père, le prince Siaosi, est le fils de Filiaipulotu, 3e tenant du titre de noblesse Tuʻi Pelehake, l'un des plus importants du royaume. 

## Succession de George TupouIer
En 1879, le grand-père de George Tupou, le prince Tevita, meurt à Auckland, où il était allé recevoir des traitements médicaux pour une maladie du foie. Son premier fils, Wellington Ngū, devient alors le nouveau prince héritier. Ce dernier, également gouverneur de Haʻapai et Vavaʻu, meurt à son tour le 11 mars 1885 sans descendance légitime. La position d'héritier présumé retombe donc sur son frère, Nalesoni Laifone. Mais malade, il meurt en juin 1889 sans enfants. La succession passe alors à la sœur des deux princes décédés, la princesse Fusipala, mère de George Tupou. 
En septembre 1889, Fusipala meurt à son tour ne restant pour héritier au vieux George Tupou Ier que son arrière-petit-fils, George Tupou le fils de Fusipala. 

## Règne

### Accession au trône

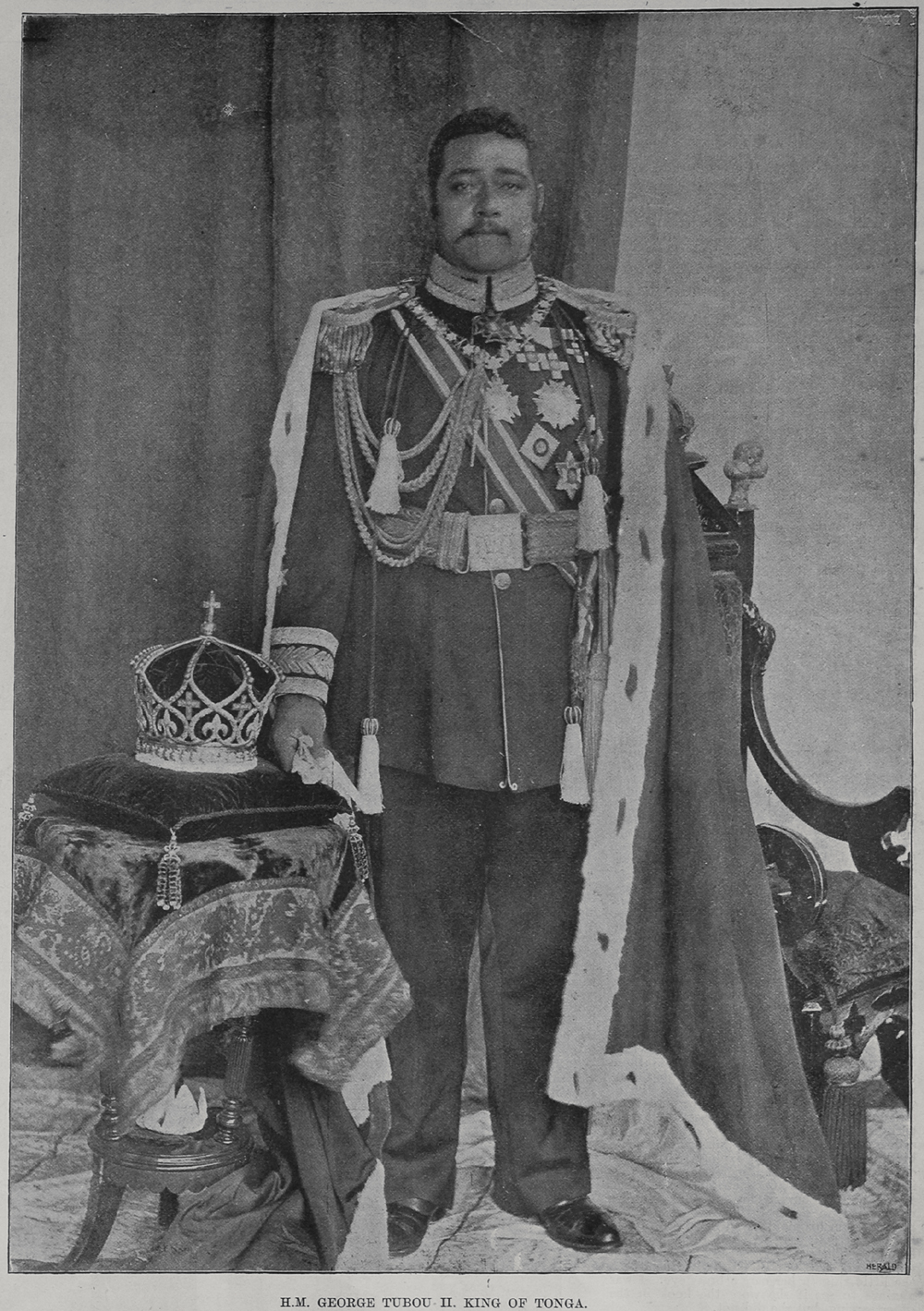
George Tupou II (1899).

Le 18 février 1893, le roi George Tupou Ier meurt à l'âge de 95 ans après presque cinquante années de règne. Son arrière-petit-fils, âgé de 18 ans, monte sur le trône sous le nom de George Tupou II. 
Le règne de Tupou II est troublé par la corruption et l'inefficacité de son administration. Le Parlement tongan en 1900 se méfie du gouvernement du roi et fait vérifier ses comptes à plusieurs reprises, découvrant des écarts valant des milliers de livres. La communauté expatriée des Tonga a appelé à son annexion par la Nouvelle-Zélande. Pourtant, le roi est une personne douce et un père aimant pour sa fille Salote. Cependant, avant de se marier, il a eu une relation intime avec Margaret Cocker, qui aboutit à la naissance de deux enfants illégitimes, Uaia et Ana Fakalelu kihe fana. Ces deux enfants sont gardés secrets en raison des implications du roi ayant des relations avec une roturière britannique. Uaia continue à vivre dans le palais tandis que sa sœur Ana est confiée aux soins d'un chef d'Uiha Malupo (Takapautolo). 
Tupou II partage son amour commun pour l'écriture de chansons et de poèmes avec son homologue hawaïen le roi Kalakaua. Il est également connu pour sa volonté de construire des réservoirs d'eau en ciment (vaisima) partout aux Tonga, fournissant de l'eau potable à la population, ce qui a considérablement stimulé la santé publique. 

### Mariages
En 1896, ses ministres le pressent de se marier et de donner un héritier. Ces derniers suggèrent au roi ʻOfa-ki-Vavaʻu, la fille de Māʻatu de Niuatoputapu, qui est apparentée à la lignée Tuʻi Haʻatakalaua. George, cependant, refuse. En 1898, il a l'intention d'épouser Jane (Eugenie) von Treskow, la fille métisse du vice-consul allemand Waldemar von Treskow, mais le Parlement refuse ce choix. Finalement, le 1er juin 1899, il prend Lavinia Veiongo (1879–1902) pour épouse. Elle est la fille de Kupuavanua de Vavaʻuet Tōkanga de Niuafoʻou, obligeant ainsi ces îles au trône. La nouvelle reine n'est pas populaire, car elle est perçue comme née de la «mauvaise» mère; à tel point qu'il n'est pas sûr pour elle de sortir du jardin du palais.
Pendant des années, les relations entre le roi et le reste du pays restent tendues. En plus de sa gouvernance inepte, si différente de celle de son arrière-grand-père, cette tension permanente conduit en 1905 à l'implication des britanniques.

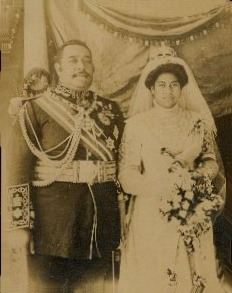
George Tupou II lors de son mariage avec ʻAnaseini Takipō.

La reine Lavinia meurt le 25 avril 1902 de la tuberculose, laissant au roi une fille, Salote (née le 13 mars 1900). Le roi se marie pour la deuxième fois, le 11 novembre 1909, à ʻAnaseini Takipō, alors âgée de 16 ans. La reine Anaseini Takipō est la fille de Siosi'ana Tongovua Tae Manusa et de Tevita Ula Afuha'amango. Tae Manusa est la femme la plus élevée des Tonga après la mort du dernier Tamahā en raison des fortes lignées qu'elle avait venant directement de Tu'iHa'atakalaua et de Tu'iKanokupolu, ses filles constituent l'option parfaite pour que Tupou II se marie. Tae Manusa est la fille du révérend Penisimani Latuselu Kaho et de son épouse (également sa cousine germaine) Ilaisa'ane Tupou'ahau (fille de Son Altesse Maealiuaki Fatukimotulalo Tu'iHa'atakalaua). Penisimani Latuselu est également le fils de Nunufa'ikea Tuita et de la Princesse Paluleleva Mulikiha'amea (sœur de Maealiuaki et de la Mehekitanga de Tupou'ahau). 
La reine Takipō n'a toujours pas de fils. Sa première fille, ʻOnelua (née le 20 mars 1911), meurt de convulsions à l'âge de six mois, le 19 août 1911; sa deuxième fille, ʻElisiva Fusipala Taukiʻonetuku (née le 26 juillet 1912), est finalement décédée d'une péritonite tuberculeuse le 21 avril 1933 à l'âge de 20 ans.

### Protectorat britannique
En 1897, en tant que commandant de l’aviso-transport de la marine française Eure, le capitaine de frégate Alphonse Lecuve rencontre le roi lors d’une escale et lui confirme la position française : « Le 4 novembre [1897], accompagné d’une partie des officiers, je faisais ma visite au roi. Dans le cours de notre entretien, il appuya fortement la crainte qu’il éprouvait de voir son pays annexé par l’Angleterre et dit qu’il espérait bien que la France ne le permettrait jamais. Quelques jours plus tard, le père du roi me fit demander une entrevue, et il accentua plus fortement encore que ce dernier le désir de voir la France se mettre en travers des projets supposés de l’Angleterre, insistant sur les excellentes relations qui avaient toujours existé entre les deux pays. Je me contentai à l’un comme à l’autre de répondre par des paroles aimables et courtoises, mais sans aucune portée. Dès lors, l’archipel de Tonga fut livré aux Anglais ». En 1905, malgré les efforts du roi et de son gouvernement, Tonga devient un protectorat britannique.

### Fin de règne
Son propre gouvernement est un gâchis absolu et certains ministres envisageent sérieusement de demander aux Britanniques d'annexer le pays. Cela se serait peut-être produit, si le roi n'était pas tombé malade en 1918. Il meurt finalement le 5 avril 1918 à 43 ans. Il est bientôt suivi par sa femme Takipō le 26 novembre de l'épidémie de grippe espagnole qui sévit aux Tonga. La fille aînée du roi lui succède sous le nom de Salote Tupou III.

## Descendance
De son premier mariage avec Lavinia Veiongo, George Tupou II a une fille : Salote future reine des Tonga.
Avec sa seconde épouse, ʻAnaseini Takipō, il a deux filles : ʻOnelua qui meurt à l'âge de six mois en 1911 et Fusipala (1912-1933). 
George Tupou II a également eu quelques enfants d'autres femmes. Certains de ses descendants sont désormais des personnalités éminentes aux Fidji et d'autres encore des dirigeants de haut rang aux Tonga comme le baron Vaea.